# Raimundo Orsi
Raimundo Bibiani Orsi, född 2 december 1901, död 6 april 1986, var en italiensk-argentinsk fotbollsspelare, som vann VM-guld med Italien 1934.

## Karriär
Raimundo Orsi startade sin karriär i Independiente i hemlandet Argentina, men det var i Juventus som han nådde sina största framgångar. Där var han med och vann Serie A fem år i rad, och gjorde 20 mål både säsongen 1930/31 och 1931/32. Efter att ha lämnat Juventus 1935 spelade han resten av sin karriär i Sydamerika och klubbar som Boca Juniors, Flamengo och Peñarol.
Orsi gjorde sin debut för Argentinas landslag 10 augusti 1924 i en match mot Uruguay. Totalt gjorde han 13 matcher och tre mål för Argentina. Han spelade även för Italien, där han var med och avgjorde VM-finalen 1934, då han kvitterade till 1-1 mot Tjeckoslovakien. Italien kunde senare vinna med 2-1 i förlängningen.

## Meriter

### Klubblag
Independiente
- Asociación Amateurs de Football: 1922, 1924, 1925

Juventus
- Serie A: 1931, 1932, 1933, 1934, 1935

### Landslag
Argentina
- Copa América: 1927

Italien
- VM: 1934